# XaoS
XaoS è un programma per la generazione di frattali che ne consente la visualizzazione e lo zoom in tempo reale.
XaoS è distribuito sotto la licenza GPL ed è disponibile per molteplici sistemi operativi, tra cui GNU/Linux, Windows, Mac OS, BSD BeOS ed altri.
Il programma è in grado di riprodurre i frattali di Mandelbrot, di Newton e frattali di altro genere, tra cui quelli generati da equazioni definibili dall'utente.